# Munificentissimus Deus
La Munificentissimus Deus (in italiano Il munificentissimo Dio) è la costituzione dogmatica con la quale papa Pio XII, il 1º novembre del 1950, definì il dogma dell'Assunzione di Maria in corpo e anima in cielo.
La sua promulgazione fu preceduta dalla consultazione di tutti i vescovi cattolici: con l'enciclica Deiparae Virginis Mariae (1º maggio 1946) il pontefice interrogò i fratelli nell'episcopato sull'opportunità della definizione del dogma. La risposta positiva fu pressoché universale.
Nel testo del documento viene evidenziata l'antichità della solenne festa liturgica in onore dell'assunzione di Maria presente sia in oriente che in occidente in modo indipendente, ma nello stesso tempo concorde, nonché vengono raccolti tutti i passi biblici (impliciti e allusivi) e le affermazioni di alcuni teologi e dottori della Chiesa (Giovanni Damasceno, Antonio di Padova, Alberto Magno) a sostegno di tale ipotesi, ma è soprattutto la fede viva e costante del popolo di Dio a costituire la motivazione della proposizione dell'Assunzione della Vergine: fu la prima volta che il "sensus fidelium", l'istinto di fede dei credenti, venne preso in seria considerazione dal magistero della Chiesa e fu decisivo per la formulazione di un dogma.
Il documento mette in evidenza la dimensione cristologica della verità dell'Assunzione (come stretta collaboratrice di Cristo nella sua missione salvifica, Maria viene assimilata al figlio nella situazione gloriosa), la dimensione mariologica (l'Assunzione è vista come il coronamento dei privilegi concessi da Dio alla Vergine) e quella ecclesiologica (l'intera Chiesa può contemplare nell'Assunta il suo futuro).